# Gage Davis
Gage Davis (Bolingbrook, 9 dicembre 1995) è un cestista statunitense.